# Christian Witzig
Christian Witzig (Münsterlingen, 9 de enero de 2001) es un futbolista suizo que juega en la demarcación de centrocampista para el FC St. Gallen de la Superliga de Suiza.

## Selección nacional
Tras jugar en las categorías inferiores de la selección, finalmente hizo su debut con la selección absoluta de Suiza el 15 de octubre de 2024 en un partido de la Liga de Naciones de la UEFA 2024-25 contra Dinamarca que finalizó con un resultado de empate a dos tras los goles de Remo Freuler, Zeki Amdouni para Suiza, y de Gustav Isaksen y Christian Eriksen para Dinamarca.

## Clubes
| Club             | País  | Año       | Partidos | Goles |
| ---------------- | ----- | --------- | -------- | ----- |
| FC St. Gallen II | Suiza | 2017-2021 | 53       | 3     |
| FC St. Gallen    | Suiza | 2021-     | 121      | 17    |